# エンニオ・ファンタスティキーニ
エンニオ・ファンタスティキーニ（Ennio Fantastichini、1955年2月20日 - 2018年12月1日）は、イタリアの俳優。エンニオ・ファンタスキーニとも表記される。

## 経歴
1955年2月20日にイタリアのラツィオ州ヴィテルボ県ガッレーゼに生まれる。
シルヴィオ・ダミーコ国立演劇芸術アカデミーで演技を学び、1970年代に舞台やテレビで俳優として活動を始め、1982年に『Fuori dal giorno』で映画デビューする。
1990年の映画『宣告』で第46回ナストロ・ダルジェント賞助演男優賞を受賞。
2010年の映画『あしたのパスタはアルデンテ』で第55回ダヴィッド・ディ・ドナテッロ賞助演男優賞と第65回ナストロ・ダルジェント賞助演男優賞（『我らの生活』『Il figlio più piccolo』のルカ・ジンガレッティとの同時受賞）を受賞している。
2018年12月1日、ナポリにて急性骨髄性白血病とその合併症により死去。63歳没。

## 主な出演作品
| 公開年 | 邦題 原題                                                             | 役名                           | 備考 |
| ------ | --------------------------------------------------------------------- | ------------------------------ | --- |
| 1982   | Fuori dal giorno                                                      | 主人公レオの友人で映画編集技師 | 映画デビュー作 |
| 1990   | 宣告 Porte aperte                                                     | トンマーゾ・スカリア           | 第46回ナストロ・ダルジェント賞助演男優賞受賞 |
| 1990   | 殺意のサン・マルコ駅 La stazione                                      | ダニーロ                       | |
| 1991   | 愛と欲望の18才/ギャング 18 anni tra una settimana                     | ニコラ                         | 日本劇場未公開 |
| 1992   | ザ・ブロンド La bionda                                                | アルベルト                     | |
| 1997   | アルレット Arlette                                                    | アンジェロ・マスカルポーネ     | |
| 1998   | 異常者 Viol@                                                          | ミットレル                     | 声のみの出演 日本劇場未公開 |
| 1999   | 夜のメイド Il corpo dell'anima                                        | マウロ                         | 日本劇場未公開 |
| 2000   | ローマ帝国に挑んだ男 -パウロ- San Paolo                               | ペテロ                         | テレビ映画（全2話のテレビ・ミニシリーズ） |
| 2004   | ゲシュタポ・地獄の追跡 ホロコーストの子供たち La fuga degli innocenti | マルコ・ショッキー             | テレビ映画 |
| 2007   | あのバスを止めろ Notturno bus                                         | カルロ・マテラ                 | 日本劇場未公開 |
| 2009   | ドン・ジョヴァンニ 天才劇作家とモーツァルトの出会い Io, Don Giovanni  | アントニオ・サリエリ           | |
| 2010   | あしたのパスタはアルデンテ Mine vaganti                               | ヴィンチェンツォ・カントーネ   | 第55回ダヴィッド・ディ・ドナテッロ賞助演男優賞受賞 第65回ナストロ・ダルジェント賞助演男優賞受賞（『我らの生活』『Il figlio più piccolo』のルカ・ジンガレッティとの同時受賞） |
| 2010   | ジョルダーニ家の人々 Le cose che restano                              | ピエトロ・ジョルダーニ         | 全4話のテレビ・ミニシリーズで、日本ではそのまま劇場公開された |
| 2011   | 宇宙人王（ワン）さんとの遭遇 L'arrivo di Wang                         | キュルティ                     | |
| 2012   | 長い裏切りの短い物語 Breve storia di lunghi tradimenti                | ジャンフィリポ・ブランディ     | 日本劇場未公開 |
| 2014   | これが私の人生設計 Scusate se esisto!                                 | リパモンティ                   | イタリア映画祭2015でのタイトルは『生きていてすみません!』 |
| 2017   | アンドレア・ボチェッリ 奇跡のテノール La musica del silenzio          | ジョヴァンニ叔父さん           | |